# Sankt Margarethen bei Knittelfeld
Sankt Margarethen bei Knittelfeld, St. Margarethen bei Knittelfeld – gmina w Austrii, w kraju związkowym Styria, w powiecie Murtal. Liczy 2749 mieszkańców (1 stycznia 2016).